# Serie A 1967-1968 (rugby a 15)
La serie A 1967-68 fu il 38º campionato nazionale italiano di rugby a 15 di prima divisione.
Si tenne dal 1º ottobre 1967 al 28 aprile 1968 tra 12 squadre con la formula a girone unico.
Le Fiamme Oro, dopo avere perso lo spareggio la stagione precedente contro l'L’Aquila, e a sette anni di distanza dal loro titolo più recente, si imposero nuovamente, guadagnandosi il loro quinto e, allo stato ultimo, scudetto.
Tra le società storiche l'Amatori Milano, vincitrice all'epoca di 14 scudetti e che già nei campionati precedenti aveva raggiunto salvezze alle ultime giornate o comunque aveva sempre condotto tornei nelle posizioni di rincalzo, conobbe la sua prima retrocessione; insieme ad essa scese nella serie inferiore il Livorno.

## Squadre partecipanti
- Amatori Milano (sponsorizzata GBC)
- L’Aquila
- Brescia
- CUS Milano
- CUS Roma (sponsorizzata Buscaglione)
- Fiamme Oro (Padova)

- Livorno
- Olimpic '52 (Roma)
- Parma
- Partenope (sponsorizzata Ignis)
- Petrarca
- Rovigo

## Risultati
|      | 1ª/12ª giornata            |      |
| ---- | -------------------------- | ---- |
| 6-6  | CUS Milano - L'Aquila      | 3-26 |
| 9-3  | Fiamme Oro - Rovigo        | 3-6  |
| 22-0 | CUS Roma - Livorno         | 3-19 |
| 6-3  | Olimpic '52 - Petrarca     | 3-3  |
| 0-5  | Brescia - Parma            | 8-5  |
| 6-6  | Partenope - Amatori Milano | 0-0  |
|      |                            |      |

|      | 4ª/15ª giornata              |      |
| ---- | ---------------------------- | ---- |
| 0-6  | Rovigo - L'Aquila            | 3-9  |
| 3-3  | Amatori Milano - Olimpic '52 | 0-3  |
| 9-3  | Fiamme Oro - CUS Milano      | 3-0  |
| 14-0 | CUS Roma - Petrarca          | 0-0  |
| 3-0  | Parma - Livorno              | 3-0  |
| 9-8  | Partenope - Brescia          | 0-11 |
|      |                              |      |

|      | 7ª/18ª giornata        |      |
| ---- | ---------------------- | ---- |
| 3-3  | Brescia - L'Aquila     | 0-13 |
| 6-8  | Amatori Milano - Parma | 5-5  |
| 11-0 | Fiamme Oro - CUS Roma  | 3-8  |
| 8-3  | Rovigo - Olimpic '52   | 0-0  |
| 6-3  | Livorno - CUS Milano   | 0-0  |
| 8-0  | Partenope - Petrarca   | 0-19 |
|      |                        |      |

|      | 10ª/21ª giornata            |       |
| ---- | --------------------------- | ----- |
| 0-3  | Livorno - L'Aquila          | 3-20  |
| 12-0 | Fiamme Oro - Petrarca       | 11-3  |
| 3-3  | CUS Roma - Brescia          | 19-27 |
| 3-9  | Partenope - Olimpic '52     | 11-9  |
| 16-8 | Parma - Rovigo              | 3-8   |
| 19-0 | Amatori Milano - CUS Milano | 3-9   |

|      | 2ª/13ª giornata             |       |
| ---- | --------------------------- | ----- |
| 0-8  | Petrarca - L'Aquila         | 3-6   |
| 0-6  | Amatori Milano - Fiamme Oro | 0-9   |
| 25-0 | CUS Roma - CUS Milano       | 11-11 |
| 22-5 | Parma - Partenope           | 0-5   |
| 8-5  | Rovigo - Brescia            | 5-3   |
| 3-6  | Livorno - Olimpic '52       | 0-8   |
|      |                             |       |

|      | 5ª/16ª giornata          |      |
| ---- | ------------------------ | ---- |
| 12-0 | L'Aquila - CUS Roma      | 14-0 |
| 0-9  | Amatori Milano - Rovigo  | 0-0  |
| 8-3  | Petrarca - Parma         | 0-0  |
| 0-0  | Olimpic '52 - Fiamme Oro | 0-16 |
| 6-0  | Livorno - Partenope      | 8-11 |
| 6-3  | Brescia - CUS Milano     | 5-8  |
|      |                          |      |

|      | 8ª/19ª giornata           |      |
| ---- | ------------------------- | ---- |
| 3-3  | L'Aquila - Parma          | 6-3  |
| 16-5 | CUS Milano - Olimpic '52  | 3-3  |
| 3-19 | Partenope - Fiamme Oro    | 3-32 |
| 14-3 | CUS Roma - Amatori Milano | 0-0  |
| 3-3  | Livorno - Brescia         | 0-0  |
| 14-8 | Petrarca - Rovigo         | 6-6  |
|      |                           |      |

|      | 11ª/22ª giornata          |      |
| ---- | ------------------------- | ---- |
| 14-0 | L'Aquila - Partenope      | 3-11 |
| 0-5  | CUS Milano - Parma        | 9-8  |
| 10-3 | Petrarca - Amatori Milano | 20-5 |
| 3-6  | Brescia - Fiamme Oro      | 3-3  |
| 6-10 | Olimpic '52 - CUS Roma    | 6-3  |
| 3-6  | Rovigo - Livorno          | 0-8  |

|       | 3ª/14ª giornata          |      |
| ----- | ------------------------ | ---- |
| 3-11  | L'Aquila - Fiamme Oro    | 3-8  |
| 9-5   | CUS Milano - Rovigo      | 8-6  |
| 0-0   | Brescia - Petrarca       | 6-12 |
| 3-6   | Olimpic '52 - Parma      | 5-0  |
| 3-3   | Livorno - Amatori Milano | 3-11 |
| 11-22 | Partenope - CUS Roma     | 8-3  |
|       |                          |      |

|      | 6ª/17ª giornata           |      |
| ---- | ------------------------- | ---- |
| 11-0 | L'Aquila - Amatori Milano | 6-0  |
| 3-3  | CUS Milano - Partenope    | 3-6  |
| 8-3  | Petrarca - Livorno        | 6-9  |
| 15-6 | CUS Roma - Rovigo         | 6-22 |
| 3-10 | Parma - Fiamme Oro        | 0-8  |
| 0-9  | Olimpic '52 - Brescia     | 9-5  |
|      |                           |      |

|      | 9ª/20ª giornata          |      |
| ---- | ------------------------ | ---- |
| 3-8  | Olimpic '52 - L'Aquila   | 3-14 |
| 18-0 | Fiamme Oro - Livorno     | 9-9  |
| 8-0  | Parma - CUS Roma         | 8-8  |
| 3-8  | CUS Milano - Petrarca    | 15-3 |
| 6-3  | Rovigo - Partenope       | 6-17 |
| 0-3  | Brescia - Amatori Milano | 9-6  |

## Classifica
|               |     | Squadra        | G  | V  | N | P  | PF  | PS  | Pt |
| ------------- | --- | -------------- | -- | -- | - | -- | --- | --- | -- |
|               | 1.  | Fiamme Oro     | 22 | 17 | 3 | 2  | 216 | 53  | 37 |
|               | 2.  | L’Aquila       | 22 | 16 | 3 | 3  | 197 | 63  | 35 |
|               | 3.  | Parma          | 22 | 9  | 4 | 9  | 117 | 105 | 22 |
|               | 4.  | CUS Roma       | 22 | 8  | 5 | 9  | 186 | 178 | 21 |
|               | 5.  | Petrarca       | 22 | 8  | 5 | 9  | 126 | 129 | 21 |
|               | 6.  | Olimpic '52    | 22 | 8  | 5 | 9  | 93  | 124 | 21 |
|               | 7.  | Partenope      | 22 | 9  | 3 | 10 | 123 | 209 | 21 |
|               | 8.  | CUS Milano     | 22 | 7  | 5 | 10 | 115 | 171 | 19 |
|               | 9.  | Rovigo         | 22 | 8  | 3 | 11 | 126 | 149 | 19 |
|               | 10. | Brescia        | 22 | 6  | 6 | 10 | 117 | 123 | 18 |
| Retrocessione | 11. | Livorno        | 22 | 6  | 5 | 11 | 89  | 143 | 17 |
| Retrocessione | 12. | Amatori Milano | 22 | 3  | 7 | 12 | 76  | 134 | 13 |

## Verdetti
- Fiamme Oro: campione d'Italia
- Livorno, Amatori Milano : retrocesse in serie B